# 舞祭組の、わっ!
『舞祭組の、わっ!』（ぶさいくのわっ）は、舞祭組の1作目のアルバム。avex traxより2017年12月13日に発売された。

## 経緯
アルバムの発売は、2015年9月20日に開催されたKis-My-Ft2のコンサート『2015 CONCERT TOUR 『KIS-MY-WORLD』』東京ドーム公演中に、中居正広扮する「スルメさん」が観客に配ったチラシにより発表された。その後の続報がなく2016年にはジャニーズ事務所公式サイトからアルバムの告知文が消えたものの、発表から2年越しの2017年11月、ついに発売が決定。さらにアルバムを引っ提げた舞祭組初の単独ライブツアー『舞祭組村のわっと! 驚く! 第1笑』が2018年1月から開催。
発売日の12月13日は舞祭組のCDデビュー記念日である。アルバムタイトルである『わ』を中居が提案した後にメンバーが「和」「輪」「話」「笑」など意味付けし、「『わっ！』と驚く」をアルバムのテーマとしている。曲制作にはメンバーそれぞれ携わっており、宮田俊哉は電波ソングの「ちんとんしゃん」、横尾渉は演歌の「トロになりたい」、千賀健永は自身演奏のピアノバラード「俺とヒーロー」、二階堂高嗣は体操のような振付けの曲「友達申請」を担当している。

## リリース
CDは初回生産限定盤A/B、通常盤の3形態で発売。本作のジャケット写真は自身のトレードマークであるグレーのサラリーマンスーツではなく、上半身裸の"ブサイクマッチョ"姿で撮影されており、初回生産限定盤Bに同梱されるDVDには「舞祭組マッチョへの道しるべ100日ドキュメント」と題したトレーニング風景のドキュメンタリー映像が収録される。通常盤特典ではその未公開映像をシリアルナンバー動画で視聴可能。初回生産限定盤Aに同梱のDVDでは、アルバムに収録されている全12曲の新曲からボーナストラック2曲除いた新曲10曲分のミュージックビデオ (MV) で「舞祭組の十変化」を見ることができる。

## 収録曲

### CD
※はボーナストラック。シングル曲の詳細はそのページを参照。
1. 春夏秋冬、漢歌 [4:42]
作詞・作曲：PA-NON, 松本タカヒロ, ha-j、編曲：松本タカヒロ, ha-j
2. 棚からぼたもち [3:23]
作詞・作曲・編曲：なかいさん, 宮下兄弟
  - 1stシングル
3. ぶっさっさー [2:17]
作詞・作曲：Funk Uchino,さいとう涼, Carlos Okabe、編曲：H.sing, Carlos Okabe
MVの衣装のテーマは「お祭り男」で、「祭」をテーマとした一曲。
4. てぃーてぃーてぃーてれって てれてぃてぃてぃ 〜だれのケツ〜 [3:40]
作詞・作曲・編曲：なかいさん, 宮下工務店
  - 2ndシングル
5. 友達申請 [2:37]
作詞・作曲：浦島健太、編曲：山本匠
MVの衣装のテーマは「幼稚園児＆お尻星人？」で、二階堂扮するお尻星人が他メンバーや幼稚園児たちと一緒に体操しながら仲良くなれる老若男女愛される一曲。
6. like a Mt.Fuji 〜勝利のドラゴン〜 [2:18]
作詞：KOMU、作曲：KOMU, YU、編曲：YU
MVの衣装のテーマは「泡まみれ」で、ブサイクマッチョの一環として富士山登頂を果たしたメンバーの心境をラップに乗せた一曲。
7. トロになりたい [2:00]
作詞・作曲・編曲：山下和彰
MVの衣装のテーマは「マグロ解体師＆船頭」で、MV内でマグロ解体師1級を取得した横尾が、実際にマグロを解体するパフォーマンスを披露する演歌。
8. 俺とヒーロー [4:35]
作詞：ケリー、作曲：福岡良太、編曲：井上慎二郎
MVの衣装のテーマは「桃太郎とその仲間たち」で、宮田扮する主人公の桃太郎ではなく、千賀が自ら扮する犬の目線で仕上げたバラード曲。
9. 恋愛心経 [3:41]
作詞・作曲・編曲：浅利進吾
MVの衣装のテーマは「お坊さん」で、「好き」という言葉を47都道府県の方言別にお経に合わせて歌う一曲。
10. ちんとんしゃん [1:55]
作詞：長谷川澪奈, 原田雄一、作曲・編曲：原田雄一, KoTa
MVの衣装のテーマは「地下アイドル」で、アニオタの宮田らしい「電波ソング」となっている。
11. やっちゃった!! [3:41]
作詞・作曲・編曲：なかいさん, 宮下工務店
  - 3rdシングル
12. ブサイク魂 [2:58]
作詞・作曲：成本智美、編曲：生田真心
MVの衣装のテーマは「応援指導部」で、れっきとした応援歌となっている。
13. BODY&SOUL 〜全身全霊〜 [2:24]
作詞：作曲：MUTEKI DEAD SNAKE、編曲：鈴木雅也
MVの衣装のテーマは「ブサイクマッチョ」で、日本のスポーツである「相撲」をメンバーが行った「筋トレ」を組み合わせたオリジナルのエクササイズ風のダンスをMV中に披露する。
14. 道しるべ [4:49]
作詞・作曲：舞祭組、編曲：久保田真悟, 栗原暁
  - 4thシングル
15. 最幸LOVE!※ [3:22]
作詞・作曲・編曲：草野将史
16. Fire&Lightning※ [3:39]
作詞：Jeff Miyahara、作曲：Jeff Miyahara, Erik Lidbom、編曲：Erik Lidbom、こーらす：なかいさん

### DVD

#### 初回生産限定盤A
1. 棚からぼたもち〈MUSIC VIDEO〉
2. てぃーてぃーてぃーてれって てれてぃてぃてぃ 〜だれのケツ〜〈MUSIC VIDEO〉
3. やっちゃった!!〈MUSIC VIDEO〉
4. 道しるべ〈MUSIC VIDEO〉
5. 舞祭組の、わっ！〈メドレーMUSIC VIDEO〉
  1. 春夏秋冬、漢歌
  2. ぶっさっさー
  3. 友達申請
  4. like a Mt.Fuji 〜勝利のドラゴン〜
  5. トロになりたい
  6. 俺とヒーロー
  7. 恋愛心経
  8. ちんとんしゃん
  9. ブサイク魂
  10. BODY&SOUL 〜全身全霊〜
6. 舞祭組の、わっ！〈MUSIC VIDEO〉メイキングドキュメント

#### 初回生産限定盤B
1. 舞祭組マッチョへの道しるべ100日ドキュメント 〜ガチ筋トレ&富士山登頂で全身全霊コミットしちゃったんで、ジャケット写真もCG合成じゃありませんSP〜

### シリアル動画
※通常盤（初回出荷分）のみ
- 「舞祭組の、わっ！」～富士登山未公開シーン蔵出し映像SP～
  1. 横尾渉編
  2. 宮田俊哉編
  3. 二階堂高嗣編
  4. 千賀健永編